# Nghĩa Ô
Nghĩa Ô (chữ Hán phồn thể:義烏市, chữ Hán giản thể: 义乌市, âm Hán Việt: Nghĩa Ô thị) là một thành phố cấp phó địa khu thuộc địa cấp thị Kim Hoa, tỉnh Chiết Giang, Cộng hòa Nhân dân Trung Hoa. Năm 1988, thành phố Nghĩa Ô được lập trên cơ sở huyện Nghĩa Ô, một huyện được lập vào thời nhà Tần với tên là Ô Thương và được đổi tên thành huyện Nghĩa Ô dưới thời nhà Đường. Thành phố Nghĩa Ô có diện tích 1103 km², trong đó có 100 km² khu vực đô thị với 700.000 dân (ước tính năm 2010). Mã số bưu chính của thành phố này là 322000, mã vùng điện thoại là 0579. Thành phố Nghĩa Ô được chia ra các đơn vị hành chính trực thuộc gồm 15 trấn, 8 hương.

## Lịch sử
Nghĩa Ô nằm ở trung tâm của tỉnh Chiết Giang với diện tích toàn thành phố khoảng 1.105 km vuông với 7 tuyến đường nối liền với 6 thị trấn vệ tinh với nhân khẩu 716.000 người với lực lượng lao động phổ thông thường trú tại đây khoảng hơn 1 triệu người.
Nghĩa Ô có lịch sử lâu đời, huyện lị được thành lập vào năm 222 trước Công Nguyên, tính cho đến thời điểm hiện nay đã trải qua 2.229 năm xây dựng và phát triển, cho đến năm 1988 mới tách huyện lập nên thành phố. Nơi đây lịch sử đã ghi danh rất nhiều những danh sĩ như một trong "Sơ Đường Tứ Kiệt" Lạc Tân Vương, danh tướng đời Tống Tôn Trạch và một trong Kim Nguyên tứ đại danh y Chu Đan Khê, nhà giáo dục đương đại Trần Vọng Đạo, nhà phê bình nghệ thuật Phùng Tuyết Phong và nhà lịch sử Ngô Hàm.
Từ khi cải cách mở cửa đến nay, Nghĩa Ô đã kiên trì đi theo chiến lược phát triển "Hưng thương kiến thị", tức là phát triển việc làm ăn buôn bán để xây dựng thành phố, lấy học tập đào tạo, phát triển làm trung tâm nâng cấp thị trường, đẩy mạnh việc hiện đại hóa, công nghiệp hóa, quốc tế hóa, hợp nhất giữa thành thị và nông thôn, đi theo con đường rất riêng của khu vực là tự mình làm giàu.
Trong năm 2007, tổng sản xuất của thành phố đạt 42 tỉ RMB, tăng 15.7%; hoàn thành nghĩa vụ ngân sách 5 triệu 888 nghìn RMB, trong đó doanh thu của thành phố đạt 3 tỉ 228 nghìn RMB, tăng 31.2% và 33.2%, thu nhập bình quân đầu người 1 năm ở thành thị là 25.007 RMB, ở nông thôn là 10.255 RMB 1 năm, tăng từ 15.9% và 16.4%.